# El Mojón (Teguise)
El Mojón es una localidad española del municipio de Teguise, perteneciente a la provincia de Las Palmas, en la comunidad autónoma de Canarias.

## Toponimia
El lugar puede aparecer referido como «El Mojón» y «Mojón».

## Historia
Hacia mediados del siglo XIX, el lugar, referido por entonces como una aldea ya perteneciente a Teguise, tenía contabilizada una población de 110 habitantes. Aparece descrito en el undécimo volumen del Diccionario geográfico-estadístico-histórico de España y sus posesiones de Ultramar de Pascual Madoz con las siguientes palabras:

MOJON: ald. de la isla de Lanzarote, prov. de Canarias, part. jud. de Teguise. sit. en un terreno de secano, solo produce cereales cuando llueve mucho: las mujeres de esta ald. fabrican loza de barro igual á la que usaban los alborigenes de la isla, y conservan sus mismos nombres, llamados granigo, de Gaunigo, plato en que amasan el gofio, y se sirve cualquier otro manjar. pobl.: 27 vec., 110 alm.
(Madoz, 1848, p. 455)

En 2022, la entidad singular de población tenía empadronados 117 habitantes y el núcleo de población, 103.